# Berta Cáceres
Berta Cáceres, född 4 mars 1973, död 3 mars 2016 i La Esperanza, Honduras, var en honduransk miljöaktivist.
2015 mottog hon Goldman Environmental Prize.
Cáceres mördades i mars 2016 i sitt hem, efter att ha tagit emot dödshot i åratal. I juli 2021 dömdes David Castillo, före detta VD för DESA, för att ha beställt mordet.

## Biografi
Cáceres ledde lencafolkets, som hon själv tillhörde, kamp mot ett dammbyggnadsprojekt av Desarrollos Energéticos, S.A. (DESA), som skulle ha översvämmat stora delar av deras mark. Cáceres grundade 1993 organisationen COPINH (engelska: Council of Popular and Indigenous Organizations of Honduras), som bland annat samarbetar med den svenska organisationen We Effect.
Hon fick flera mordhot och sköts till döds tidigt på morgonen den 3 mars 2016, dagen innan hon skulle fyllt 43, i sitt hem i La Esperanza.
Mordet på Cáceres ledde till internationella fördömanden av situationen för miljöaktivister i Honduras. I USA introducerades lagförslaget "Berta Caceres Human Rights in Honduras Act" (HR 1299), om att USA:s finansiering av polis- och militära operationer i Honduras skulle upphöra fram till dess att Honduras regering inleder en utredning av människorättskränkningar i landet. Fördömanden kom också från miljö- och människoorättsorganisationer, och från kändisar, bland andra Leonardo DiCaprio och Naomi Klein.
Polis uppgav att Cáceres dödades under ett rån. Men Cáceres familj menar att mordet begicks på grund av hennes aktivism och har beskyllt myndigheter för att försöka dölja detta. 2018 dömdes sju män för mordet. Domen kritiserades av Cáceres familj och av människorättsorganisationer för att den inte dömde dem som betalat för mordet. Enligt en rapport från 2017 deltog statliga tjänstemän och chefer på DESA, som driver dammprojektet, i mordet.
I juli 2021 dömdes Roberto David Castillo, före detta VD för bolaget bakom det kontroversiella dammbygget och officer i underrättelsetjänsten, för mordet på Cáceres.

## Eftermäle
I april 2019 låste Extinction Rebellion fast en rosa båt med namnet Berta Cáceres mitt i den vältrafikerade korsningen mellan Oxford Street och Regent Street i London. Aktivister limmade fast sig vid båten och blockerade trafiken. Efter fem dagar avlägsnades båten av polis.